# Liste der Gemarkungen in Pforzheim
Die Liste der Gemarkungen in Pforzheim umfasst die aktuellen Gemarkungen im baden-württembergischen Stadtkreis Pforzheim nach den Angaben des Landesamtes für Geoinformation und Landentwicklung.
| Nr.    | Gemarkung   | AGS      | Gemeinde  | Fläche ha | Bevölkerung Zensus 2011-05-09 | WGS84                       |
| ------ | ----------- | -------- | --------- | --------- | ----------------------------- | --------------------------- |
| 084070 | Pforzheim   | 08231000 | Pforzheim | 5570,65   | 91845                         | 48° 53′ 12″ N, 8° 42′ 48″ O |
| 084071 | Büchenbronn | 08231000 | Pforzheim | 1112,9    | 6276                          | 48° 51′ 15″ N, 8° 39′ 29″ O |
| 084072 | Eutingen    | 08231000 | Pforzheim | 848,61    | 7764                          | 48° 54′ 42″ N, 8° 44′ 40″ O |
| 084073 | Hohenwart   | 08231000 | Pforzheim | 490,91    | 1677                          | 48° 49′ 56″ N, 8° 43′ 44″ O |
| 084074 | Huchenfeld  | 08231000 | Pforzheim | 945,47    | 4181                          | 48° 51′ 12″ N, 8° 42′ 0″ O  |
| 084075 | Würm        | 08231000 | Pforzheim | 821,9     | 2833                          | 48° 51′ 4″ N, 8° 44′ 49″ O  |